# كوكوراكيتا-كو
كوكوراكيتا-كو (باليابانية: 小倉北区) هو حي في اليابان، يقع في كيتاكيوشو، بلغ عدد سكانه 181,921 نسمة وذلك حسب إحصائيات سنة 2017، تبلغ مساحته 39.28 كيلومتر مربع.